# Karpathos
Karpathos (Grieks: Κάρπαθος) is een langgerekt Grieks eiland dat deel uitmaakt van de Dodekanesos. Na Rodos is het het grootste eiland van deze eilandengroep. Het ligt ten zuidwesten van Rodos, en ten noordoosten van het kleinere eiland Kasos, ruwweg ligt het tussen Rodos en Kreta in. Het zeer kleine eilandje Saria lijkt in het noorden aan Karpathos vast te liggen. Karpathos stad, dat door de autochtonen Pigadia wordt genoemd, ligt in het zuidoosten van het eiland, en is de hoofdplaats van de gemeente Karpathos. Andere steden op het eiland zijn de noordelijker gelegen Olympos en Diafani. In Othos is er een museum. In het zuiden van het eiland ligt Luchthaven Karpathos. Een veerboot naar Kreta en naar Rhodos gaat twee keer per week.
De Karpathische Zee is naar Karpathos genoemd.

## Bestuurlijk
Karpathos (Grieks: Κάρπαθος) is sedert 2011 een fusiegemeente (dimos) in de Griekse bestuurlijke regio (periferia) Zuid-Egeïsche Eilanden.
De twee deelgemeenten (dimotiki enotita) van de fusiegemeente zijn:
- Karpathos (Κάρπαθος)
- Olympos of Olympos Karpathou (Όλυμπος of Όλυμπος Καρπάθου)